# 阿马尔·阿卜杜勒-哈米德
阿马尔·阿卜杜勒-哈米德（阿拉伯语：‎，1966年5月30日—）是叙利亚人权活动家、持不同政见者和基金会创始人。

## 生平
1966年，阿卜杜拉哈米德出生在叙利亚大马士革，母亲是叙利亚女演员穆勒，父亲是叙利亚导演默罕默德。
1986年到1994年，他花费了8年时间在美国学习天文学和历史学。1992年，他在威斯康辛大学毕业，获得学士学位。1994年9月，他回到了叙利亚大马士革。
2004年到2006年，他是布鲁金斯学会中东政策的研究员。
2005年9月，他带着家人逃离叙利亚，居住在美国华盛顿特区，得到美国政治保护。
2006年和2008年，他在美国国会作证，证明叙利亚总统巴沙尔·阿萨德政府的暴政和罪行。
叙利亚内战爆发后，他担任叙利亚民主国家基础的工作人员。